# Philodendron clarkei
Philodendron clarkei är en kallaväxtart som beskrevs av Thomas Bernard Croat. Philodendron clarkei ingår i släktet Philodendron och familjen kallaväxter. Inga underarter finns listade.